# Yeniyenice, Bandırma
Yeniyenice là một xã thuộc huyện Bandırma, tỉnh Balıkesir, Thổ Nhĩ Kỳ. Dân số thời điểm năm 2010 là 851 người.